# Masážní křeslo

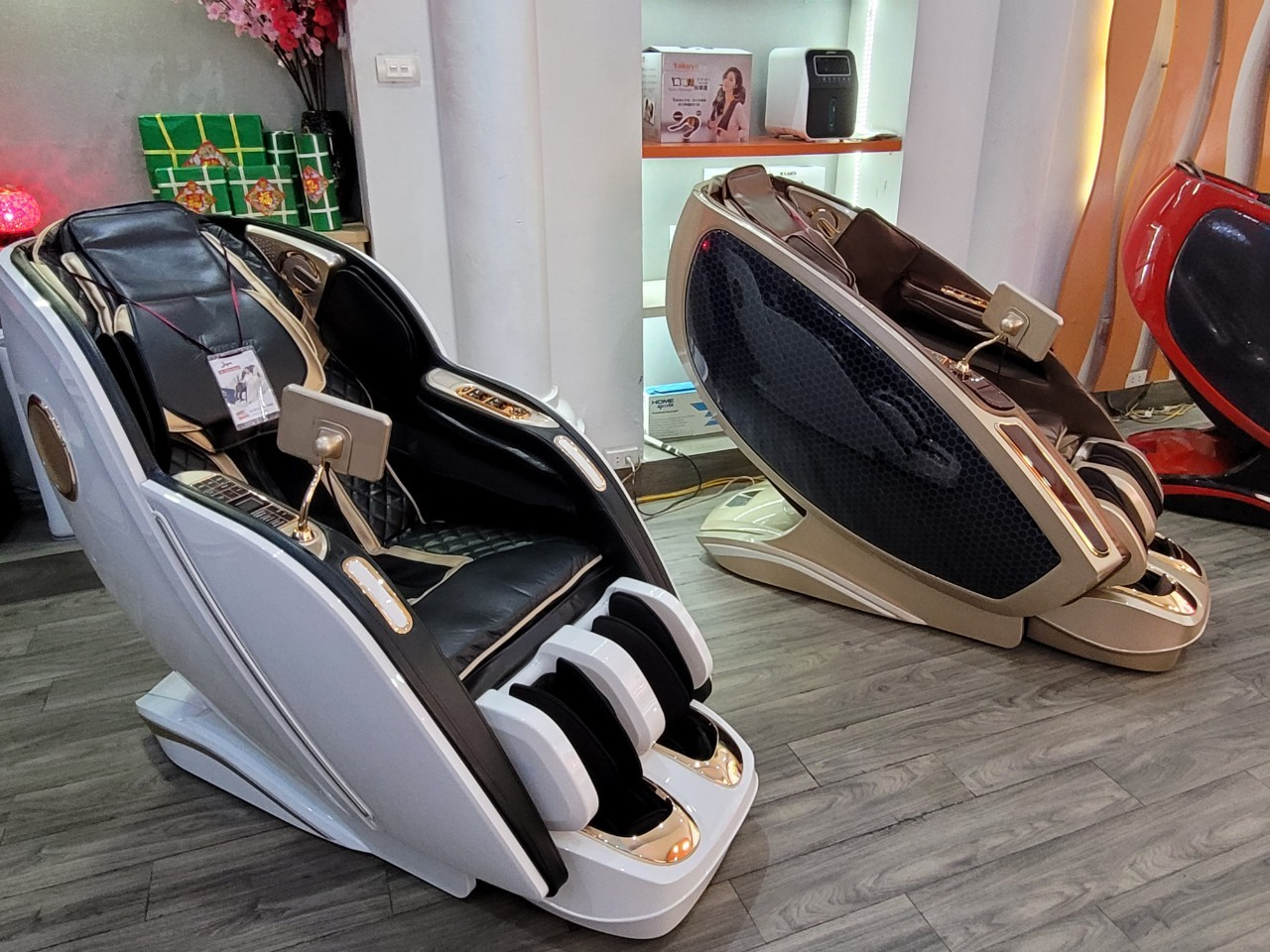
Moderní masážní křeslo

Prvně se masážní křesla objevila ve Východní Asii právě v závislosti na stále se zvětšujícím nedostatku času. Postupem času se masážní křesla natolik zdokonalila, že nabízejí několik druhů masáží spolu s vyhříváním (tepelnou terapií), lymfatickou masáží a umožňují precizní nastavení na míru každého z nás. Masážní křesla nabízejí až šest masážních technik, kde patří shiatsu, pleskání, hnětení, hnětení a pleskání, masáž chodidel a lýtek, kreativní 3D masáž a samozřejmá je i jejich kombinace. 3D masáž je funkce inteligentního maséra, kdy masáž je velmi realistická a maximálně efektní.
V zádové oblasti se pohybují masážní hlavice, kde volíte z několika druhů masáží: hnětení, shiatsu, převalování, plácání, klepání, vibrační masáž a další. Masáž chodidel a lýtek je zajištěna airbagy umístěnými v podpěrce pro nohy.
Celé masážní křeslo lze snadno ovládat přes ovládací panel. Některá relaxační masážní křesla jsou i polohovatelná , tudíž zajistí maximální komfort jak v sedě, tak vleže.

## Účinky masáží
Mechanická masáž (manuální) je soustava speciálních masérských hmatů, kterými působíme na tělo za účelem ovlivnění stavů organismu. Především slouží k posílení zdraví, zlepšení zdatnosti a celkové tělesné odolnosti. Dochází k působení jak na povrch těla, tak i na hlubší svalové tkáně. Na rozdíl od reflexní masáže, která je určena nemocným lidem, je tato rekondiční masáž určena zdravým lidem k uvolnění svalů a relaxaci celého těla, nebo naopak k nabuzení (nastartování) organismu před fyzickou zátěží.
Kůže - mechanický účinek na povrch těla, odstranění zrohovatělé vrstvy kůže, účinek na mazové žlázy s pozitivním zvýšením sekrece a normalizací napětí kůže
Svaly - zlepšení prokrvení, metabolismu a kladný účinek na svalově napětí (dle potřeby zvýšení nebo snížení), podpora vstřebávání otoků a výpotků, zlepšení výživy tkání a odstranění látek vyvolávajících únavu.
Celkový účinek - na nervový systém (u pomalé a lehké masáže je účinek uklidňující, naopak u svižné a silnější je účinek dráždivý a povzbudivý), zvýšení látkové výměny (zejména činnosti žláz s vnitřní sekrecí), zlepšení prokrvení v celém těle.